# هواپیمایی سفیران

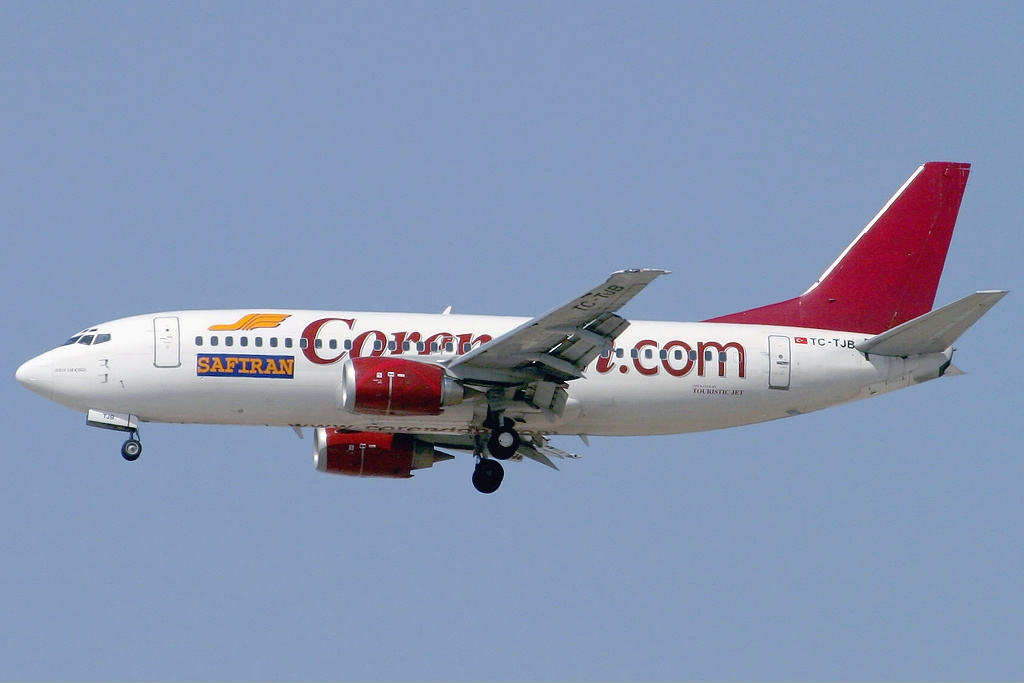
بوئینگ ۷۳۷ متعلق به هواپیمایی سفیران.

هواپیمایی سفیران یک شرکت هواپیمایی بود که در تهران مستقر بود. این شرکت در زمینه حمل و نقل بین‌المللی، به ویژه در زمینه حمل بارهای غیرمتعارف، حمل و نقل و ترخیص و اجاره هواپیما در صورت لزوم تخصص داشت.

## تاریخچه
این شرکت در سال ۱۹۸۸ تأسیس شد و فعالیت‌های خود را در سال ۱۹۹۰ آغاز کرد.این شرکت در سال ۲۰۱۳ به کار خود خاتمه داد.

## ناوگان هوایی
ناوگان هواپیمایی سفیران شامل موارد ذیل بوده است:
- ۲ فروند هواپیمای ایلیوشین ایل-۷۶
- ۳ فروند هواپیمای آنتونوف ای‌ان-۱۴۰
- ۱ فروند هواپیمای بوئینگ ۷۳۷